# Notalina ordina
Notalina ordina là một loài Trichoptera trong họ Leptoceridae. Chúng phân bố ở miền Australasia.